# Jordan Lotiès
Jordan Lotiès (Clermont-Ferrand, 5 agosto 1984) è un ex calciatore francese, di ruolo centrocampista.